# Hultsfredsfestivalen 2004
Hultsfredsfestivalen 2004 ägde rum i Hultsfred mellan 17 juni och 19 juni 2004. Antalet besökare var knappt 23 000. Biljettpriset var 1 220 kr. Det tidigare samarbetet med ZTV avbröts inför festivalen 2004, istället sände SVT.

## Artister och grupper på Hultsfredsfestivalen 2004
Torsdagen den 17 juni spelade artister som Alicia Keys, Meshuggah och Bright Eyes. På fredagen uppträdde Mary J. Blige, Marit Bergman och Lisa Miskovsky medan Broder Daniel, Backyard babies och Petter spelade under lördagen. Andra artister som uppträdde under festivalen var:
- 3 Doors Down
- Art Brut
- Atmos
- Erlend øye
- Eyedea & abilities
- Freestylers
- Gusgus dj-set
- Jean Grae
- Koma
- Mutiny
- Peshi
- Pink Grease
- Stonebridge
- Svenska Akademien
- The killers med gäster
- The Solution
- 2 many dj’s
- 50 hertz
- A good name for a band
- Air
- Anthony Rother
- Aquasky & ragga twins
- Ash
- Asta Kask
- Automato
- Avsmak
- Brother Ali
- C.AARMÉ
- Capoeira na lama
- CDOASS
- Cirkus Empati
- Crisp und steel
- Crypt Kicker
- Danko Jones
- Delays
- Dilated Peoples
- Dillinger Escape Plan
- Division of Laura Lee
- Dizzee Rascal
- Electric Eel Shock
- The Essex Green
- Give Up the Ghost
- Gluecifer
- Going Magma
- Graham Coxon
- Hatebreed
- Him
- Hundarna från Söder
- Ill Niño
- Infusion
- Jens Lekman
- José González
- Karl Magnus & Petrika
- Kris Kristofferson
- Lo-Fi-Fnk
- Magnet
- Mattias Alkberg BD
- Miss the point
- Mono
- Morrissey
- Mustasch
- Nadie Affecta
- Navid modiri med band
- Niccokick
- Nicolai Dunger
- Ninja Massacre
- Ninsun Poli
- Organism 12
- Peaches (CA)
- Phoenix
- Pixies
- PJ Harvey
- Poetry Slam
- Promoe
- Psyjuntan
- Puppetmastaz
- Radical Cheerleaders lkpg
- Rallypack
- Randy
- Richard reagh & wwnb2
- S.U.M.O.
- Sahara Hotnights
- Sambassadeur
- Scissor Sisters
- Set My Path
- Slackerville Zoo
- Snook
- Snow Patrol
- Sophie Rimheden
- Sophie Zelmani
- Soulfly
- Stockholm konstsim herr
- Subtrio
- Sugarplum Fairy
- Teitur
- The (International) Noise Conspiracy
- The Bronx
- The Crash
- The Distillers
- The Iskariots
- The Keys
- The Kid
- The Legends
- The Roots
- The Sunshine
- The Washdown
- The Veils
- Tiger Lou
- Totalt Jävla Mörker
- Trendkill
- Weeping Willows
- Vicious Irene
- Zeke